# رودريك إتش كوكس
رودريك إتش كوكس (بالإنجليزية: Roderick Cox)‏ هو مدرس وصحفي أمريكي، ولد في 5 مارس 1911 في نيويورك في الولايات المتحدة، وتوفي في 25 أغسطس 2000 في بيثيسدا في الولايات المتحدة.